# 신나라 (가수)
신나라( 11월 6일 ~ )는 대한민국의 가수다.         2016년 R&B 싱글 앨범 [마비]로 데뷔했다.

## 방송
- TV조선 내일은 미스트롯 (2019)
- SBS 인기가요 (2025)
- KBS 아침마당 (2023, 2024)
- KBS 가요무대 (2024)
- SBS M 더트롯쇼 (2024)
- MBC 기분좋은날
- 채널A 산전수전여고동창생 신나라 편
- 채널A 행복한아침

## 음반
- 마비 (Paralysis) (2016)
- Paralysis (2017)
- 속삭여줘 (2017)
- 사랑해 이 말 밖엔 (2017)
- 방그레 방그레 (2018)
- 버디찬스 (2021)
- 버디찬스 리믹스 (2021)
- 빛나라 (2024)

### 오늘내일
- Eyes (2016)
- 흰눈 (2016)

## 작사/작곡
- 환희, 태일 <열병> (2018) - 작사, 작곡
- 김현정 <슬픈 주인공> (2018) - 작사
- 플라이 투 더 스카이 <Into you> (2017) - 작사, 작곡
- 리치 <봄비> (2017) - 작사

## 경력
- 경기도 종합체육대회 홍보대사 (2022~)

## 수상
- 제8회 대한민국 예술문화 스타대상 성인가요 신인상 (2022)
- 용인시장 표창 (2021)
- 국회의원 표창 (2021)
- 제17회 지역신문의 날 문화예술대상 (2020)
- 대한민국나눔대상 특별대상 (2017)

## CF
- 미스사이공 (2019)
- 보건복지부 노인장기요양보험 공익광고 (2023)

## 피처링
- 2AM <바로 나야> (2012)